# Världsmästerskapen i bordtennis 2000
 Världsmästerskapen i bordtennis 2000 spelades i Kuala Lumpur under perioden 19-26 februari 2000.

## Resultat

### Lag
| Disciplin            | Guld                                                                    | Silver                                                                  | Brons                                                                        |
| Herrarnas lagtävling | Sverige Fredrik Håkansson Peter Karlsson Jörgen Persson Jan-Ove Waldner | Kina Kong Linghui Liu Guoliang Liu Guozheng Ma Lin Wang Liqin           | Italien Umberto Giardina Massimiliano Mondello Valentino Piacentini Yang Min |
| Herrarnas lagtävling | Sverige Fredrik Håkansson Peter Karlsson Jörgen Persson Jan-Ove Waldner | Kina Kong Linghui Liu Guoliang Liu Guozheng Ma Lin Wang Liqin           | Japan Seiko Iseki Koji Matsushita Hiroshi Shibutani Toshio Tasaki Ryo Yuzawa |
| Damernas lagtävling  | Kina Li Ju Sun Jin Wang Hui Wang Nan Zhang Yining                       | Kinesiska Taipei Chen Jing Lu Yun-feng Pan Li-chun Tsui Hsiu-li Xu Jing | Sydkorea Kim Moo-Kyo Lee Eun-Sil Park Hae-Jung Ryu Ji-Hae Suk Eun-Mi         |
| Damernas lagtävling  | Kina Li Ju Sun Jin Wang Hui Wang Nan Zhang Yining                       | Kinesiska Taipei Chen Jing Lu Yun-feng Pan Li-chun Tsui Hsiu-li Xu Jing | Rumänien Otilia Badescu Ana Gogorita Antonela Manac Mihaela Steff            |

### Fotnoter
1. ↑  ”World Championships Results”. ITTF Museum. Arkiverad från originalet den 11 maj 2012. https://web.archive.org/web/20120511103023/http://www.ittf.com/museum/results/WorldChresults.html. Läst 7 april 2012.
2. ↑  ”ITTF Statistics”. ittf.com. Arkiverad från originalet den 4 mars 2016. https://web.archive.org/web/20160304205010/http://www.ittf.com/ittf_stats/All_events4.asp?Competition_ID=776. Läst 7 april 2012.